# Abou Zakharia Yahya Ibn Ali Ibn Ghania
Abou Zakharia Yahia (mort en 1148) est un général musulman du XIIe siècle. 

## Carrière militaire
Il reçut de Tachfin, roi du Maroc, le commandement de toutes les forces des Almoravides en Espagne. Il est assiégé par les Almohades dans Cordoue en 1146, puis dans Grenade, où il périt dans une tentative de sortie en 1148.

## Source
Cet article comprend des extraits du Dictionnaire Bouillet. Il est possible de supprimer cette indication, si le texte reflète le savoir actuel sur ce thème, si les sources sont citées, s'il satisfait aux exigences linguistiques actuelles et s'il ne contient pas de propos qui vont à l'encontre des règles de neutralité de Wikipédia.
- Voir aussi Ibn Khaldoun, Histoire des Berbères et des dynasties musulmanes de l'Afrique septentrionale, tome II, pages 187-188.